# Suki Potier
Melanie Susan Potier (14 de noviembre de 1947 - 23 de junio de 1981), más conocida como Suki Potier, fue una modelo inglesa.

## Primeros años
Potier nació en Surrey, Inglaterra. Su padre era Gilbert Potier, y su madre era Mary (de soltera, Moore) Potier. Potier tenía una hermana mayor, Sarah "Sally" Rosemary Potier (nacida el 12 de febrero de 1946).

## Modelaje
Desde adolescente, Potier fue modelo para muchas agencias y diseñadores ingleses destacados, incluyendo English Boy, una agencia en King's Road en Chelsea, Londres, Inglaterra. En 1967, modeló para la colección de abril de Ossie Clark.
Potier tuvo un pequeño papel en la película psicodélica de 1968 Wonderwall, imágenes de archivo de ella también fueron utilizados en el documental musical de 2011 George Harrison: Living in the Material World. 

## Vida personal
En 1966, Potier estaba saliendo con Tara Browne, heredero de la fortuna Guinness. El 17 de diciembre de 1966, con 18 años, Potier era pasajera en su Lotus Elan color turquesa mientras conducía a través de South Kensington. Browne chocó con un camión aparcado y falleció por las heridas al día siguiente. Potier resultó ilesa en el accidente. La canción de The Beatles "A Day in the Life" hace referencia a este incidente.
Potier tuvo después una relación con Brian Jones (1942-1969), el guitarrista de The Rolling Stones, viviendo con él en su granja en Sussex, Inglaterra hasta el fallecimiento del músico en 1969.
Potier conoció a Robert Ho mientras estudiaba en la Escuela de Empresariales de Londres a mediados de los años 1970. Potier se casó con Robert Ho, un hombre de negocios de Hong Kong, e hijo mayor de Stanley Ho, uno de los hombres más ricos de Macao. Potier y su marido vivieron en Hong Kong. Tuvieron dos hijas, Sarah Ho y Faye Ho. Las hijas huérfanas serían después criadas en Macao por su familia paterna, y Sarah es una diseñadora de joyas en Londres, Reino Unido.

## Muerte
El 23 de junio de 1981, Potier y su marido murieron en un accidente automovilístico mientras estaban de vacaciones en Portugal.